# ぼくら野球探偵団
『ぼくら野球探偵団』（ぼくらやきゅうたんていだん）は、1980年4月22日から同年9月22日まで東京12チャンネル（現・テレビ東京）で放送されていた特撮テレビドラマである。全18話。

## 概要
特撮ヒーローものやSF作品を制作してきた円谷プロダクションが、従来のイメージと異なる方向性を目指して制作した作品。
江戸川乱歩原作の『少年探偵団』をモチーフにした探偵物に、当時流行の少年野球を絡ませて「特撮野球アクションシリーズ」と銘打った独特な雰囲気の少年ドラマテイストの活劇推理ドラマとなっている。荒名の語りから入ることが多く、コミカルテイストが前面に出ることもあった。ラストの「でもがんばるから、また見てね」などのように、劇中で登場人物が思っていることをふきだしを使って表現する手法も採られていた。
第1話が善悪の関係が確立した状態で始まっていることから、ワンパクズが赤マントと対立している理由や荒名が懇意にしている理由も不明のままであり、最終回の話も普通の展開で最終回らしい雰囲気は皆無のまま終了となった。
企画時のタイトルは『がんばれ草野球探偵団』。一般の少年野球チームの出演を応募する企画もあった。
本作品には、これがデビュー作となる堤大二郎、元プロボクサーのガッツ石松、そしてベテラン俳優の宍戸錠などがレギュラー出演していた。また各回のゲストも、宮尾すすむやなべおさみといったユニークな出演者が多かった。

## ストーリー
荒名堂郎警部は世間を騒がせる謎の怪盗赤マントを追っていた。荒名の幼なじみの多奈加進介監督率いる野球チーム「ワンパクズ」と頭脳明晰な天馬少年は野球探偵団として赤マントと対決するようになる。そのうち荒名警部もワンパクズを頼るようになり、赤マントもワンパクズに挑戦してきた。ワンパクズと赤マントの闘い、そして巻きこまれる荒名警部と多奈加監督のドタバタに終わりはあるのか？

## キャスト

### ワンパクズ
ピッチングマシンなどが取り付けられた専用のワゴンを移動基地として用いるほか、戦闘にも用いる。
- 星空 天馬：堤大二郎 - 「ワンパクズ」のキャプテンでエース、背番号1。抜群の行動力と推理力を持つ頭脳明晰な少年[3]。15歳[4]。
- 多奈加 ほのか：白石のり子 - 多奈加監督の妹。
- 岩本 弁太(ベンケイ)：松本誠一
- 有川 スミ代(アリス)：菅照美
- 桐野 理恵(キューリー)：星野トミエ(第1話のみ)→田口トモ子
- 小西 隼一(ハヤブサ)：加藤淳也
- 田沢 賢(ターザン)：杉本親寛
- 小西 三吉(チビ助)：手塚辰也
- 佐々木 功児(コジロウ)：豊田美紀
- 石川 吾一(ゴエモン)：滝本圭三
- 左 甚八(ピカソ)：高柳裕之
- 鴨井 政己(カモメ)：秋葉伸実
- 頭野 良男(ピーマン)：長田恒義
- 戸山 登美(トマト)：海老井まゆみ
- 今井 音彦(ロック)：小山渚
- 綾野 めぐみ(アヤメ)：増田恵美
- 白木 飛鳥(インコ)：小野はるみ
- 多奈加 進介：ガッツ石松 - 「ワンパクズ」の監督。普段はケーキ店を経営している[3]。神成課長とそっくりであるため、荒名警部の八つ当たりの標的にされるなど[1]いつもいざこざが絶えないが、いざという時には協力し合う。あだ名は潰れカボチャ[1]。

### 警視庁第八課
- 荒名 堂郎：宍戸錠 - ワンパクズに協力する(自称)敏腕ダンディ刑事。「アラン・ドロン」・「本編の主人公」をも自称する[1]。当初は「ヒラ刑事」だったが、第1話で怪盗赤マントの「パンダ強奪作戦」をワンパクズと協力して阻止したことから警部へ昇進[3]。さらに「赤マント専任捜査官」になった。捜査時はパトランプが付いた専用の4WDに乗る[3]。ワンパクズの試合にリリーフで登板することもあるが、野球の腕はからっきし。
- 神成課長：ガッツ石松（2役） - 荒名の上司。警視庁第八課課長[1][3]。常にオカマ言葉で喋る[1][3]。

### 赤マント
- 怪盗赤マント：荻原紀（役者名はテロップでの表記が「？」ゆえにノンクレジット扱い。） - 世間を騒がせる謎の怪盗。必ず予告状を出し、どんな物もたやすく盗んでしまう。盗みの対象は金品からロックバンドまで幅広い[1]。両手の変身リングを用いてどんなものにも変装するが[1][3]、殺人はしない。電子工学の天才でもあり、超兵器を駆使する[1]。

### その他
- 謎の男：寺島達夫 - 第2話、第4話、第7話 - 第11話に登場。長嶋茂雄に似ていることから「ナガシマ」とも呼ばれた。本職は「喫茶90」のマスター。

## スタッフ
- 企画：円谷皐
- プロデューサー：近藤伯雄（東京12チャンネル）、円谷粲、大木淳（円谷プロダクション）
- 監督：放送日程参照
- 脚本：放送日程参照
- 音楽：クニ河内
- 撮影：知識護
- 照明：飯田照雄
- 録音：八木隆幸
- 美術：大橋実
- 編集：菅野善雄
- 整音：斉藤恒夫
- 効果：今野康之
- 視覚効果：石田徹
- 助監督：米山紳
- 衣裳：多勢美智子、京都衣裳
- メイク：岡本技粧
- 記録：前田伸子、野崎直
- コスチューム・デザイン：あすかけん
- 演技事務：安藤仁一朗
- 企画デスク：江藤直行
- 製作担当：加治屋常幸
- 操演：ヌマリ企画
- タイトル：デン・フィルム・エフェクト
- 録音所：整音スタジオ
- 現像所：東京現像所
- 掲載：講談社(たのしい幼稚園、テレビマガジン)
- 協力：NHK「ウルトラアイ」
- 製作：東京12チャンネル、円谷プロダクション

## 主題歌
オープニングテーマ - 「マジカル・アクション!!」
作詞・作曲：高橋ヨシロウ / 歌：ノヴェラ
エンディングテーマ - 「アイム・ダンディ」
作詞・作曲：高橋ヨシロウ / 歌：ノヴェラ
上記2曲を収録したEPレコードは、キングレコードから発売。後にCDもリリースされた。　

## 放送日程
| 話数                   | 放送日 （1980年） | タイトル                          | 脚本         | 監督     | ゲスト | ワンパクズの対戦チーム                    | ラストの吹き出し担当 |
| ---------------------- | ----------------- | --------------------------------- | ------------ | -------- | --- | ----------------------------------------- | -------------------- |
| 1                      | 4月22日           | 怪盗赤マント登場                  | 長坂秀佳     | 外山徹   | 荻原紀(警官) | 狛江ブラックデビルス                      | 荒名警部             |
| 2                      | 4月29日           | ねらわれた豆本                    | 曽田博久     | 外山徹   | 堀田真三(桜五平)、竹井みどり(若木みどり)、小坂生男(青田)、戸塚孝(馬淵幸一)、大島光幸(江戸川卓)                                                    | さくら組                                  | 荒名警部             |
| 3                      | 5月6日            | クイズ番組を守れ                  | 阿部桂一     | 外山徹   | 宮尾すすむ(司会者)、秋元羊介(山本)、大矢兼臣(杉原)、俵一(ガードマン)、竹内靖(プロデューサー)、大橋一輝(警官A)、湯川勉(警官B)                      | 貝取カントリージュニア                    | 荒名警部             |
| 4                      | 5月13日           | 赤マント 人気まんが家誘拐作戦     | 曽田博久     | 岡本弘   | なべおさみ(古川金太郎) | 多摩リトルリーグ 狛江サンノヘファミリーズ | チビ助               |
| 5                      | 5月20日           | 赤マントは宇宙人？ UFO現わる      | 長坂秀佳     | 外山徹   | 灰地順(香倉岩雄)、沼崎節子(香倉ユカ)、竹村洋輔(新城一也)、倉富勝士(警官)                                                                          | 調布サンライズ                            | 荒名警部             |
| 6                      | 5月27日           | 赤マント 警視総監に挑戦           | 阿部桂一     | 外山徹   | 吉田義夫(警視総監/兄・隆三郎、二役)、小島三児(小西)                                                                                               | 渋谷レッドソックス                        | 荒名警部             |
| 7                      | 6月3日            | 赤マントが狙った寝小便ぶとん      | 曽田博久     | 外山徹   | 天草四郎(白球和尚)、小山昌幸(三球)、藤木武司(四球)、平井公彦(少年A)、大谷栄進(少年B)                                                              | 砧ファイターズ 喜多見スターズ             | 多奈加監督           |
| 8                      | 6月10日           | 幽霊？ 絵から消えた美人姉妹       | 長坂秀佳     | 外山徹   | 伊沢一郎(一条直行)、田中筆子(老女中ヨシノ) | 笹塚ロイヤルズ                            | 荒名警部             |
| 9                      | 6月17日           | 天下の魔球 赤マント三振           | 曽田博久     | 外山徹   | 梅津栄(金井監督)、春田和秀(的場武志) | レッドジャガーズ                          | アリス               |
| 10                     | 6月24日           | 赤マントに消された美少女チーム    | 長坂秀佳     | 岡本弘   | 西川ひかる(オバサン監督)、斉藤浩子(めぐみ)、高橋淳子(百恵)、安藤美智子(真子)、ニューヤンキーズ                                                    | ニューヤンキーズ                          | 荒名警部             |
| 11                     | 7月14日           | 赤マント 世界ちん記録を盗む       | 阿部桂一     | 外山徹   | 東龍明(山田記者)、伊達三郎(川村所長)、ウイリー・ドーシー(ガルー大統領)、荻原賢三(随行者)                                                          | 伊達ライオンズ                            | 荒名警部             |
| 12                     | 7月21日           | ドクター赤マント 恐怖の大手術     | 曽田博久     | 外山徹   | 村松克己(宮田医師)、木田三千雄(柳川鍋造)、竹下江里子(看護婦A)、熊谷真利子(看護婦B)、浦信太郎(医師A)、村山竜平(レントゲン技師)、遠藤卓也(柳川茂夫) | 渋谷コンドルクラブ                        | 星空天馬             |
| 13                     | 8月4日            | シージャック 海を行く赤マント     | 阿部桂一     | 岡本弘   | 久遠利三(船長)、日和田春生(航海士)、小坂生男、西内彰、時田優、横手房江(謎の女)                                                                    | 多摩愛宕ヤンキース                        | 荒名警部             |
| 14                     | 8月11日           | 珍ロボット ウルトラ28号の秘密     | 辻真先       | 深沢清澄 | 汐路章(おもちゃ屋の主人)、小坂まさる(店員)、西平守代(男の子)、横山奈央(女の子)                                                                    | 新子安南部ニューパワーズ                  | 星空天馬             |
| 15                     | 8月18日           | 熱狂赤マント ロックスター人質作戦 | 阿部桂一     | 深沢清澄 | ノヴェラ、古今亭朝次(支配人) | 戸山イーグル                              | 星空天馬             |
| 16                     | 8月25日           | 恐怖のタマゴ爆弾 大爆発0秒前      | 酒井あきよし | 深沢清澄 | 渡部猛(アナウンサー)、倉富勝士(警官) | 小金井キングジャガーズ 要コンドルズ       | 星空天馬             |
| 17                     | 9月15日           | コピー人間赤マント誕生？          | 酒井あきよし | 岡本弘   | 三谷昇(黒野博士)、花房徹(助手) | 広尾ジャンボ                              | 荒名警部             |
| 18                     | 9月22日           | ミイラの呪い？ 透明人間赤マント   | 長坂秀佳     | 外山徹   | 高崎蓉子(水泉奈保子)、高松政雄(老執事)、倉富勝士(警官)                                                                                            | 上原タイガース                            | （なし）             |
| 出典は右記の情報を使用 |                   |                                   |              |          | |                                           |                      |

## コミカライズ
おかだひでこによって、「テレビマガジン」（講談社）にコミカライズ版が連載された。